# Beksics Gusztáv
Beksics Gusztáv (Gamás, 1847. február 9. – Budapest, 1906. május 7.) ügyvéd, hírlapíró, műfordító, országgyűlési képviselő.

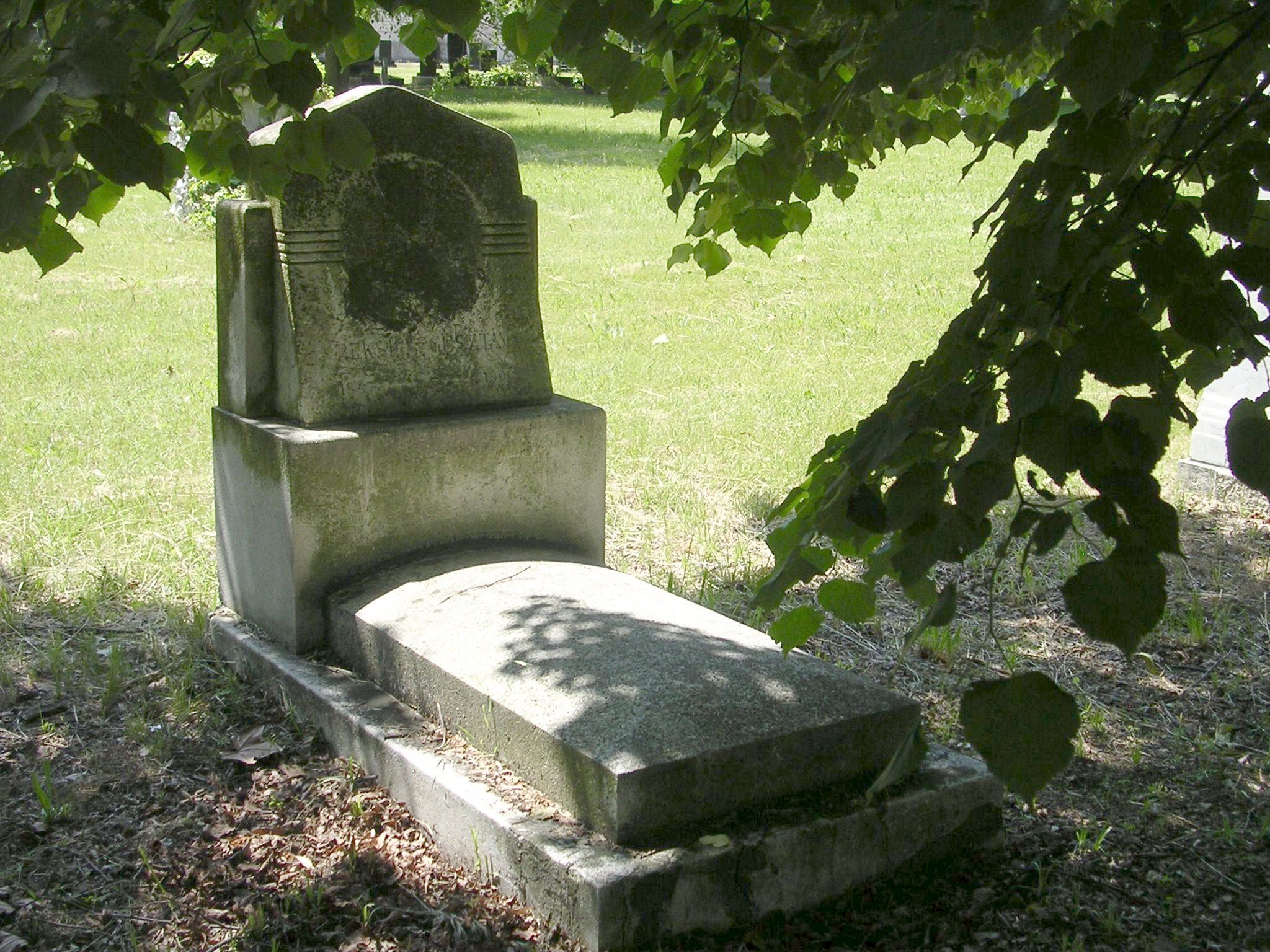
Sírja a Fiumei úti sírkertben

## Pályája
Középiskoláit Kaposvárott, Kecskeméten és Pécsett végezte. Katolikus hittudományi tanulmányokat végzett a pécsi püspöki papnevelő intézetben és a pesti központi szemináriumban, de megvált a papi pályától és jogot hallgatott az egyetemen. 1870-ben a Pesti Napló munkatársa lett, báró Kemény Zsigmond mellett titkárként működött. 1874-ben ügyvédi vizsgát tett és a királyi táblához segédfogalmazónak nevezték ki. 1884-ben több alkalommal szabadelvű párti képviselőnek választották, Tisza Kálmán meggyőződéses híve volt. 1894–1896-ban a miniszterelnökségen miniszteri tanácsos. 1896-tól a Magyar Nemzet, 1905-től a Budapesti Közlöny szerkesztője volt. Egyike volt az 1890-es évek legkitűnőbb magyar publicistáinak, a szabadelvű eszmékért harcolt a sajtóban, számos nagyfontosságú politikai eszmét vetett föl, nagy mértékben hozzájárult az aktuális közéleti problémák tisztázásához és igen nagy hatással volt a magyar közvélemény alakulásához. Több röpiratot, politikai és történelmi könyvet adott ki.
Már mint jogász kezdett írogatni 1869-ben és szépirodalommal foglalkozott; regényt és verseket írt; fordított franciából, spanyolból és olaszból. Az Ellenőr című lap szerkesztőségébe lépve a külföldi rovat vezetője, majd vezércikkírója, utóbb a Nemzet vezércikkírója lett. Cikkeket írt a Neues Pester Journalnak, egy ideig a Pesti Hírlapnak is dolgozott, de más lapok is közölték cikkeit, így a Fővárosi Lapok (1872. 1875-76. 1888. versek és Cid-románcok), Magyarország és a Nagyvilág (1872. 1875. 1882.), Hazánk és a Külföld (1872.), Figyelő (1873.), Budapesti Szemle (1881. 1883.), Ellenőr (1882. 369. 370. sz.), Pesti Hirlap (1882. 276. sz. és 1889.), Pesti Napló (1883. 62. sz. 1886. 178. sz.), Koszorú (1885.), Magyar Salon (1885.), Nemzet (1886. 328. sz. 1887. 67. 129. sz.), Ország-Világ (1887-88.), Erdélyi Képes Ujság (1889.) stb.

## Művei
- Egy szív története. Castelar Emil után spanyolból ford. Bpest, 1874
- Az egyéni szabadság Európában és Magyarországban. Uo. 1879
- Barna Arthur. Regény. Uo. 1880
- Gladstone és a keleti válság. Tanulmány az angol külpolitika változásának okairól; Franklin, Bp., 1880
- A szabadság országa. Rajz az angol társadalmi életből; Aigner, Bp., 1881 (Magyar regény-csarnok)
- A democratia Magyarországon. Uo. 1881 (Ism. Századok.)
- A büntető jogtudomány programmja. Carrara Ferencz után olaszból ford. Uo. 1878-79. Két kötet.
- A magyar doctrinairek. Uo. 1882 (Ism. Budapesti Szemle XXX.)
- Kemény Zsigmond - a forradalom s a kiegyezés. Uo. 1883 Online
- Magyarosodás és magyarosítás különös tekintettel városainkra; Athenaeum, Bp., 1883
- Kemény Zsigmond, a forradalom s a kiegyezés; 2. jav., bőv. kiad.; Athenaeum, Bp., 1883
- A szép Diego, Vigj. 3 felv. Moreto után spanyolból ford. Uo. 1883. (Spanyol szinműtár 4.)
- Legujabb politikai divat. Uo. 1884 (Timoleon névvel. Ism. Budapesti Szemle XXXVII.)
- Társadalmunk és nemzeti hivatásunk. Uo. 1884. (Censor névvel.)
- Az angol mezőgazdaság. Lavergne Leo után ford. Uo. 1884 (A magyar viszonyokat ismertető előszóval.)
- Magyar érdek Erdélyben. Cikksorozat a Székely Nemzetből. Sepsi-Szent-György, 1885
- Tíz esztendő. 1875-1885; Athenaeum, Bp., 1885 (Memor álnéven)
- Cid. Spanyol románczok. Ford. Bpest, (1886. Magyar Könyvesház 128-130. Ism. Budapesti Szemle XLVIII. Nemzet 110. sz.)
- Uj korszak és politikai programmja. Uo. 1889 (Atticus névvel. Két kiadást ért. Ism. Pesti Napló 301. sz.)
- Saját becsületének orvosa. Calderon színműve. Spanyolból ford. Győr, 1886 (Egyetemes könyvtár 16.)
- Ultramontanismus és nemzeti állam. Febronius álnéven. Budapest, 1891
- Közigazgatásunk reformja és nemzeti politikánk; Grill, Bp., 1891
- A dualizmus története, közjogi értelme és nemzeti törekvéseink. Budapest, 1892
- A magyar nemzet függetlensége az állami és az egyházi külső kormányzatban különös tekintettel a magyar király apostoli jogaira és a kath. autonomiára; Athenaeum, Bp., 1893
- A román kérdés és a fajok harca Európában és Magyarországon. Budapest, 1895
- A magyar faj terjeszkedése és nemzeti konszolidációnk, különös tekintettel a mezőgazdaságra, birtokviszonyokra és a népesedésre. Budapest, 1896. Online
- A nemzeti politika programmja Erdélyben és a Székelyföldön; Athenaeum, Bp., 1896
- A dualisztikus monarchia; Jókai Ny., Sepsiszentgyörgy, 1896
- A modern Magyarország (1848-1896) Budapest, 1898. (Márki Sándorral)
- I. Ferenc József és kora. Budapest, 1898. (Millenniumi történet. X. köt.)
- A magyar politika új alapjai kapcsolatban a magyar faj terjeszkedő képességével és a földbirtokviszonyokkal; Athenaeum, Bp., 1899
- Magyarország jövője az ujabb nemzeti elhelyezkedés alapján Budapest, 1900
- Nemzeti akció; Athenaeum, Bp., 1902
- Közjogunk és nemzeti törekvésünk. Budapest, 1903
- Ködös problémák. Regényes kép. Budapest, 1904. (Jókai Mór előszavával) Online
- Mátyás király birodalma és Magyarország jövője. Budapest, 1905
- A szabadelvűpárt története. Beksics Gusztáv posztumusz műve; Budapesti Hírlap, Bp., 1907
- Beksics Gusztáv; vál., sajtó alá rend., bev., jegyz. Müller Rolf; Új Mandátum, Bp., 2005 (Magyar panteon)

## További információ
- Dr. Kalmár Antal: Beksics Gusztáv történet- és közjogírása. Kritikai tanulmányok. Bp, 1902. Online